# La Labor
La Labor (uit het Spaans: "Het werk") is een gemeente (gemeentecode 1407) in het departement Ocotepeque in Honduras.
Het dorp werd gesticht door families die uit Sensenti kwamen om in dit gebied in de mijnen te werken.
Het ligt in de Vallei van Sensenti, tussen de uitlopers van de Cordillera Merendón.

## Bevolking
De bevolking is als volgt verdeeld:
| Vrouwen | 5033 | 50,3% |
| Mannen  | 4979 | 49,7% |

## Dorpen
De gemeente bestaat uit acht dorpen (aldea), waarvan de grootste qua inwoneraantal: El Rosario (code 140703) en Santa Lucia (140708).

## Geboren
- Wálter López (1977-2015), voetballer